# Сорокино (Рамешковский район)
Сорокино — деревня в Рамешковском районе Тверской области.

## География
Находится в восточной части Тверской области на расстоянии приблизительно 24 км на юго-восток по прямой от районного центра поселка Рамешки на левом берегу реки Медведица.

## История
Известна с 1627—1629 годов как владение Кириллова монастыря, что на Белом озере, в 1646—1647 годах отмечено 5 дворов. В 1859 году в русской казенной деревне было 34 двора, в 1887 году 68 дворов, в 1955 — 83, в 1989 −26, в 2001 — 17 домов постоянных жителей и 23 дома — собственность наследников и дачников. В советское время работал колхоз «Красная Искра». До 2021 входила в сельское поселение Ведное Рамешковского района до их упразднения.

## Население
Численность населения: 330 человек (1859 год), 368 (1887), 405 (1933), 49 (1989), 39 (русские 92 %) в 2002 году, 33 в 2010.